# Agoncillo, Batangas
Agoncillo là một đô thị cấp bốn ở tỉnh Batangas, Philippines.

## Barangays
Agoncillo, về mặt hành chính, được chia thành 21 barangays.
| - Adia - Bagong Sikat - Balangon - Banyaga - Bilibinwang - Bangin - Barigon - Coral Na Munti - Guitna - Mabini - Pamiga | - Panhulan - Pansipit - Poblacion - Pook - San Jacinto - San Teodoro - Santa Cruz - Santo Tomas - Subic Ibaba - Subic Ilaya |